# 미국의 역사 (1917년~1945년)
세계적으로는 제1차 세계 대전이 끝나고, 대공황, 제2차 세계 대전으로 이어진 시기이다.
1920년, 미국 헌법 개정에 의해 알코올의 제조, 판매, 수입 및 수출이 금지되었다.
1920년대의 대부분을 통해 미국은 지속적인 번영의 시대를 누렸다. 농업을 제외하고 대부분의 산업 분야가 발전했다. 농업은 전후 농업 생산물의 높은 가격이 하락하고, 토지 가격이 급상승한 여파로 저조했다. 공업 제품의 가격은 안정되었고, 국민총생산(GNP)은 1917년에서 1945년 사이에 연평균 3.2% 성장했다.
각국의 무기를 제한하고 평화를 유지하기 위한 미국의 노력은 1921년부터 1922년 ‘워싱턴 회의’에서 결실을 맺었다.
1929년의 증시 대폭락과 그 후의 세계 공황으로 인해 연방 정부는 경제의 회복과 피해자 구제에 나섰다. 그러나 회복 속도는 매우 느렸다. 대공황의 바닥은 1933년이었고, 회복은 급속도로 이루어졌지만, 1938년 불황으로 좌절되었다. 1920년대에는 자동차, 전기와 건설업계가 강력한 경제 성장을 촉진하였으나, 1930년대는 이를 대신할 수 있는 큰 산업 분야는 나오지 않았다.
1939년 경, 미국의 고립주의의 개념은 약해져 갔지만, 1940년에 프랑스가 점령된 후, 미국은 재무장을 시작했고, 영국, 중화민국과 소련에 금과 군수 물자를 대량으로 보내기 시작했다. 진주만 공격으로 일본에 급습당한 후, 미국은 ‘추축국’라고 할 수 있는 일본, 이탈리아 왕국과 나치 독일에 선전 포고를 했다. 철저한 파괴와 큰 인명 손실을 당한 이후 이탈리아 왕국이 1943년에 항복했고, 나치 독일과 일제는 1945년에 항복했지만, 미국은 손실도 적었고, 보다 부유한 국가로 세계무대에 등장할 수 있었다.

## 적색 공포
‘적색 공포’라는 현상은 제1차 세계 대전과 이후 몇 년간 미국 내에 일어났다. 전쟁 반대자나 파괴 분자가 전쟁 수행 노력을 방해하려고 하고 있다는 많은 미국인 사이에 있던 분노와 공포를 통해 미국 사회에 위협이 된다고 의심되는 사람에 대한 억압과 구속이 시작되었다. 미국 의회는 1918년에 치안유지법을 제정하여, 징병에 대한 저항을 장려하여 전쟁 수행을 방해하는 것을 불법으로 만들었다. 좌익 과격파는 러시아의 볼셰비키 혁명에 의해 사기가 올라 레닌 세계 사회주의의 부름에 대답하려고 했다.
미국은 1919년 내내 혼란한 상태에 빠져 있었다. 대량으로 귀환한 병사들이 일자리를 찾지 못했다. 이런 사태를 우드로 윌슨 정부는 예상하지 못했다. 전후, 적색 공포, 주요 산업(철강 공업, 식육 가공업)의 대규모 파업 및 폭력을 동반한 인종 폭동이라는 흐름 속에서 파괴 행위에 대한 공포가 또 시작되었다. 2월에는 월스트리트에서 과격파가 폭탄을 설치했고, 시애틀에서는 노동자들이 파업을 했다. 1919년 내내 흑인과 백인의 인종에 얽힌 폭력을 동반한 사건은 20건 이상 일어났다. 시카고, 오마하와 일레느(아칸소주)에서는 인종 폭동이 있었다.
5월 1일, 오하이오주 클리블랜드의 노동절 퍼레이드에서 사회당 지도자 유진 V. 데브스의 체포에 대한 항의가 폭동으로 이어졌다. (노동절 폭동). 몇 건의 폭파 사건이나 암살 시도가 상황을 더 악화시켰다. 법무장관 A. 미첼 파머는 파머 습격라는 것을 행하여 미국 시민이 아닌 사회주의자, 아나키스트, 과격한 노동조합원과 이민자를 습격해 체포하였다. 1920년까지 1만 명 이상이 체포되었고, 이들의 습격에 붙잡힌 외국인은 유럽으로 송환되었다. 그 중에서도 주목할 만한 사람은 아나키스트인 엠마 골드만이었다.

## 제1차 세계 대전 전후 처리
1919년에 인기 있었던 ‘틴 팬 앨리’(악보 출판사의 모임)의 노래는 제1차 세계 대전에서 돌아온 미군 병사에 대해 “파리를 본 후에는 그들을 어떻게 농장에 묶어 둘 수 있을까?”라고 묻고 있었다. 실제로 그들은 농장에 머물지 않았고, 젊은이의 인접 지역이나 소도시에 대규모 이동이 일어났다. 이동한 거리가 평균 약 10마일 (16 km)에 불과했다. 인구 10만명 이상의 도시에 간 사람은 적었다. 그러나 농업은 트랙터 등 중장비의 사용이 확산되었고, 기계화되어, 주립 농업 대학에 고용된 연방 정부가 재정을 지원한 군의 농업 지도원을 통해 우수한 기술이 보급되었다.
1919년 윌슨 대통령은 자신이 설립 추진자가 된 국제 연맹에 미국을 가입시킬 수 있도록 힘을 썼지만, 이 문제에 대해 공화당이 타협을 거부했기 때문에 상원의 3분의 2 이상의 찬성을 얻지 못했다. 여름부터 가을에 걸쳐 국제 연맹 가맹을 위해, 전국에 걸친 힘든 유세를 했지만, 이것이 그의 건강을 해치게 했다. 10월 2일, 윌슨은 백악관에서 뇌졸중으로 쓰러져 한쪽 눈이 실명되었고, 신체의 일부가 마비된 상태였다. 그 후 얼마 정도는 쾌유했지만 복구는 되지 못했다. 연방 의회는 연맹 가입을 거부했고, 미국인의 일반적인 고립주의의 사고방식에 영향을 미쳤다.
제1차 세계 대전 후 독일은 연합국에 대한 배상금을 지불할 수 없는 우려가 있었다. 미국이 실질적으로 배상을 도왔다. 미국은 도스 플랜 아래에 독일에게 돈을 빌려주고 영국과 프랑스에 배상금을 지불하고, 그래서 영국과 프랑스가 미국에 대한 전쟁 빚을 지불하도록 유도했다. 1920년대 유럽과 미국의 경제는 활발한 산업 생산과 번영으로 새로운 정점에 도달했다.
미국 여성은 전쟁 당시 공로를 통해 참정권을 획득할 수 있었고 1920년 미국 대통령 선거와 연방 의원 선거에 투표할 수 있었다. 정치인들은 자율적으로 세계의 군축, 아동 노동, 어머니의 연금과 특히 금주법 등 여성에게 호소할 수 있는 문제에 대응했다. 여성도 이러한 문제에 반응했지만, 투표 결과를 보면 남성과 비슷한 견해를 나누고 유사한 투표 행동을 일으켰다. 로마 가톨릭교도 여성은 1920년대 초기 투표를 주저하고 있었지만, 가톨릭이 문제가 된 1928년 선거에서는 대량으로 유권자 등록을 했다. 아직 선출직에 선발되는 여성은 적었지만, 이 시대에 특히 유명하게 된 여자는 없었다. 전체적으로 여성의 권리 운동은 수전 B. 앤서니와 같은 뛰어난 활동가들이 사망하고, 그들을 대체할 수 있는 인물이 나타나지 않았기 때문에 1920년대는 저조했다.

## 광란의 20년대
1920년 미국 대선에서 공화당의 워런 G. 하딩이 당선되어 공화당은 8년 만에 정권을 되찾았다. 하딩은 전쟁과 윌슨의 진보주의 이후에 ‘정상 복귀’를 공약했다. 오하이오 출신의 하딩은 선거 공약으로 국제 연맹의 지원으로 내걸었던 민주당 제임스 콕스를 압도적으로 이겼다.
1920년부터 1921년 불황 기간을 제외하고, 미국은 전쟁으로 파괴된 유럽에 비해 유례없는 번영의 시기를 보냈다. 종전에 농산물 가격이나 노동자의 임금은 떨어졌지만, 라디오, 영화, 자동차 및 화학 제품 등 새로운 산업과 제품이 융성했다. 19세기 펜실베니아 오일 러쉬로 시작된 텍사스의 석유 붐, 오클라호마, 캘리포니아주 등 다른 지역에서 정점에 달했던 유전 발견의 파도에 이어, 미국은 증가하는 산업화의 진전에 따라 세계 최고의 석유 생산국이 되었다.
노동조합 활동은 전쟁 동안에 정부가 파업에 대응할 수 있는 상태가 아니었기 때문에 관대하게 다루어지고 있었지만, 그것도 1919년에 끝났다. 1920년 최저 임금이라는 것은 존재하지 않았으며, 고용주는 절대적으로 지불해야 하는 것 이상을 내려고 하지 않았기 때문에, 개인의 소득 성장이 멈췄다. 미국의 제조업은 전례 없을 정도의 효율을 높이고 생산적이고, 소비재를 생산해 내서 수요를 초과할 때가 많았다. 지난 10년간 많은 회사의 인수 합병이 일어나 100여개의 회사가 국내 산업 생산의 절반을 지배하게 되었다. 농부들은 점차 생산물 가격이 하락하는 위기를 느끼게 되었다. 1차 세계 대전 동안에 정부가 농산물 가격을 높게 유지했기 때문에 단기간의 호황에 열광했지만 오래 가지 못했다. 제2차 세계 대전까지 그런 통제 가격보다는 미국의 농업이 호황을 되찾을 수는 없었다.
이 불공평함은 지리적으로도 존재했다. 시골에서의 생활수준은 극적인 주택의 개량이나 도시 계획이 있던 도시 및 교외의 수준에 뒤처지게 되었다. 시골에서 자동차의 급속한 보급에 의해 거리의 문제가 줄어든 가까운 마을이나 도시로 인구가 유출되었다. 흑인은 차별을 피해 또한 소작농의 구조에서 벗어나기 위해 집단으로 남부를 떠났다. 그들은 북부 산업 지역에서 큰 지역 사회를 구축했다.
모든 피고용자의 수입(인플레이션, 실업 및 노동 시간 단축을 계산에 넣어)은 1918년에서 1945년 사이에 두 배로 늘어났다. 1918년 수입을 100으로 하면, 1923년에는 112, 1929년에는 122, 1933년에는 81 (대공황 사이의 최저점), 1940년에는 116, 1945년에는 198까지 늘어났다. 이 호황은 위험한 정도까지 신용 대출의 확대에 반영되었다. 증권 시장의 경우 전례없이 높아져 있었다. 1929년 증시 대폭락 후에 되돌아보면, 대출 한도액의 수준이 위험할 정도 높았다는 것은 분명했다.
흑인 사회에서 확대된 재즈 음악이 사회 전체에 퍼졌다. 댄스가 인기 있는 기분 전환의 수단이 되었다.

### 금주법

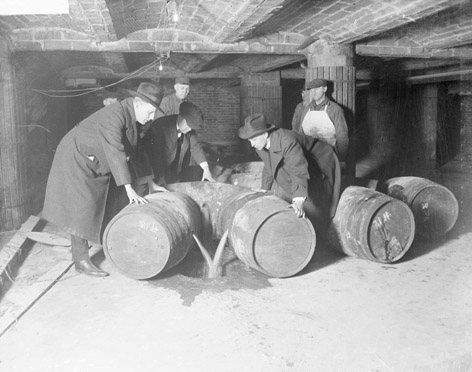
술통을 부수는 금주법 집행관

1920년 미국 헌법 수정 제18조에 의해 알코올의 제조, 판매, 수입 및 수출이 금지되었다. 이것은 높은 음주 비율을 낮추고, 특히 음주 산업을 기반으로 한 정치인들의 정치 부패를 감소시키려는 시도였다. 〈볼스테드 법〉에 의해 연방 전체에 적용되었으며, 대부분의 주에서는 연방 정부가 하는 그대로 따랐다. 술을 마시기 위해 소유하는 것은 불법이 아니라, 제조와 판매 만 불법이었다.
전국적인 금주는 1933년에 미국 헌법 수정 제21조에서 제18조를 철회할 때 끝냈다. 그러나 일부 주에서는 잠시 지속되기도 했다. 금주법으로 조직 범죄율이 상승했기 때문에 이 법은 실패였다고 생각한 학자들이 압도적으로 많다. 미국 헌법 수정 제18조는 20세기 초에 각 국가의 힘이 상승되었다는 것도 보여주고 있었다.

### KKK
KKK는 세 시기(1860년대, 1920년대 및 1960년대)에 걸친 조직의 이름이며, 동일한 명칭과 의상을 이용하고 있지만 직접적인 전후 관계는 없었다. 1920년대 KKK는 특히 금주법 위반과 같은 범죄에 대한 규탄을 호소했던 정화 운동이며, 대도시 가톨릭과 유대인의 ‘영향력’을 비난했다. 그 회원수는 400만명에 이르렀지만, 전국적으로 저명한 회원은 나타나지 않았다. 어느 일간지도 이들의 존재를 긍정적으로 받아들이지 않았고, 대부분은 적극적으로 반대했다. 회원은 전국의 백인, 프로테스탄트, 북부와 남부 시골 지역과 도시 어느 곳이든 존재하고 있었다.
최근 역사가들은 KKK를 깊이 탐구해 왔다. 1860년대와 현재의 KKK는 실제로 폭력적이었다. 그러나 1920년대에 끔찍한 살인을 한 집단은 평가를 받지 못하고 있다. 일부 범죄는 아마 딥 사우스에서 이루어졌지만 다른 지역에서는 매우 드물었다. 지방의 KKK는 조직력이 약했고, 조직들이 다른 곳보다 더 많은 돈을 버는 수단으로 실행되었다. (조직원들은 입회비를 사람당 10달러, 의상 요금으로 50달러까지 청구하였다.). 그래도 KKK의 존재가 유명세 때문에 1925년에는 워싱턴 D.C.에서 대집회를 개최하기에 이르렀다. 얼마 지나지 않아 전국 신문 헤드라인에서 인디애나의 KKK 지도자에 의한 강간과 살인이 보도되었다. KKK는 그 신비함을 급속하게 상실하였고, 또한 회원도 거의 없어져 버렸다.

### 스콥스의 원숭이 재판
1925년 스콥스 재판은 테네시주의 법원에서 변호사 윌리엄 제닝스 브라이언과 클라렌스 대로우가 소송을 벌였다. 대로우는 미국 자유 인권 협회를 대표하는 교사 존 T. 스콥스를 변호했다. 이 재판은 테네시 주에서 어떤 공립교육 기관에서도 ‘성경에서 가르칠 수 있는 인류의 창조 신화를 부정하고, 인류가 하급 동물의 자손이라는 이론’을 가르치는 것을 금지한 1925년 3월 13일 통과된 법을 논의하는 것이었다. 이 사건은 법이 진화론을 가르치는 것을 금지시켰던 것이라고 해석하는 경우가 많다. 스콥스는 진화론을 해설한 주가 공인한 생물학 교과서를 가르치며 반진화 논법을 어긴 것으로 여겨졌다.
스콥스는 진화론을 가르친 것으로 유죄 판결을 받았지만, 이 판결은 항소심에서 뒤집어졌다. 이 재판은 기독교 근본주의와 진화론을 반대하는 사람들에게 큰 좌절을 안겨주었다.

### 연방 정부

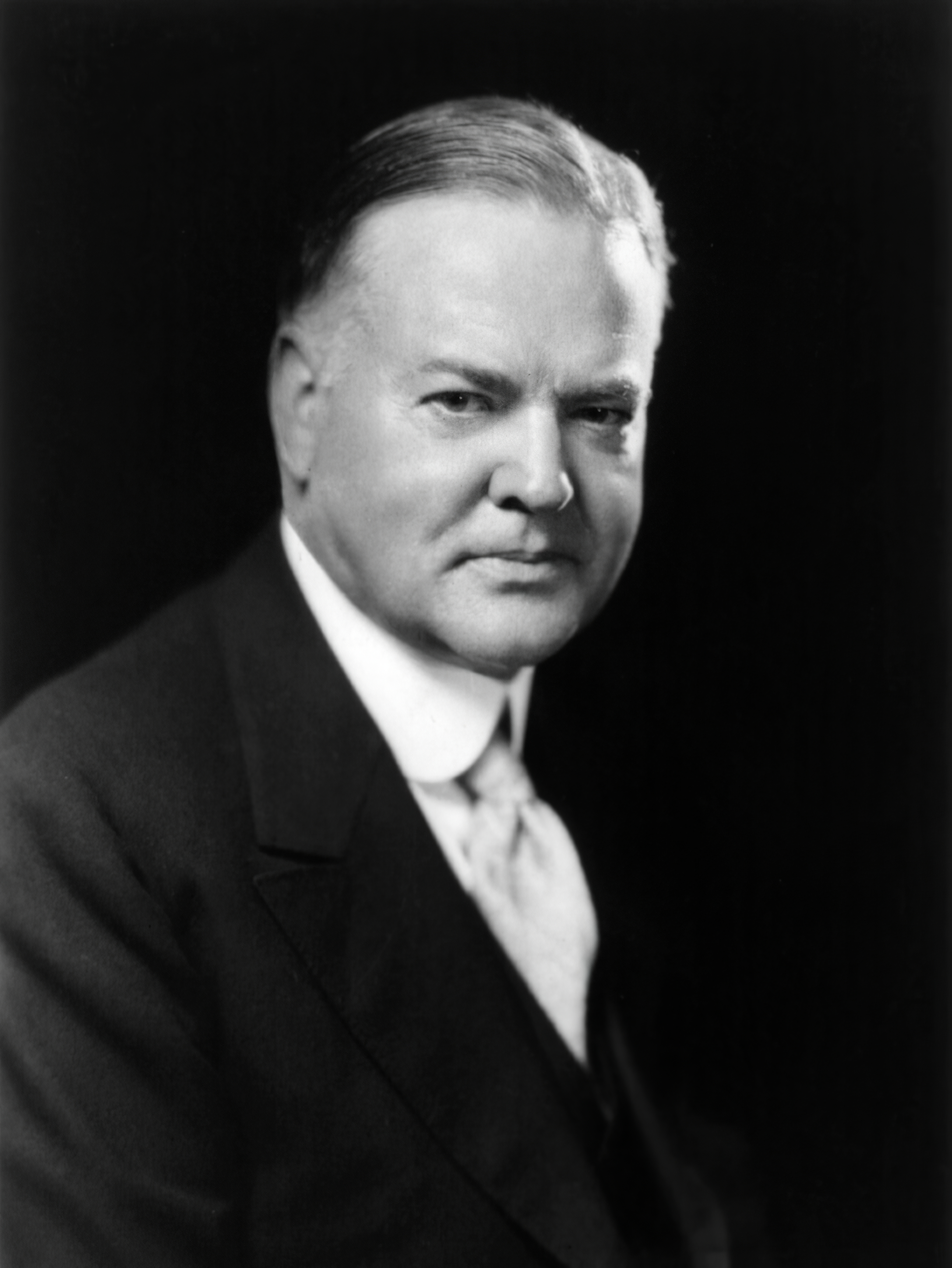
허버트 후버

돌이켜보면 1920년대는 규제가 없는 강도 남작이 활개치는 자본주의의 마지막 발악으로 비춰질 수 있지만, 실제로는 연방 정부의 역할이 늘어난 시기이기도 했다. 금주법 이외에 새로운 미국 국도 시스템의 예산 책정과 감독 같은 새로운 권한과 임무를 맡았다. 연방의 통화 공급량 확대는 전례없는 신용 대출 확대로 연결되어, 호황에도, 뒤이은 위기에도 기여하게 되었다.
워런 G. 하딩 행정부는 그 장관을 말려들게 한 유명한 사건의 연속인 티팟 돔 스캔들로 좌초했다. 하딩은 스캔들에 대한 마음고생으로 병이 생겼고 알래스카를 방문한 1923년 8월에 심장 마비로 사망했으며 부통령이었던 캘빈 쿨리지가 후임 대통령이 되었다.
쿨리지 행정부에는 전임자와 특별히 다르게 개성을 발휘할 수 있는 사람이 없었다. 음침하고, 청교도적이고, 굉장히 정직한 쿨리지의 정부였지만, 하딩의 음주, 도박 및 난봉꾼 요인들과 뚜렷한 대조를 이루었다. 1924년 대선에서는 “쿨리지와 함께 쿨하게 있자”라는 슬로건으로 쉽게 승리를 거두었다. 하딩도, 쿨리지도, 루스벨트와 윌슨의 행동주의와는 대조적으로 19세기 대통령에게 흔히 보였던 간섭에 의한 방식이었다. 대통령의 임기 동안 여름 내내 휴가를 보냈던 쿨리지는 “미국인의 비즈니스는 비즈니스(바쁜 일)이다”라는 유명한 대사를 뱉어냈다.
1928년 미국 대통령 선거에서 쿨리지가 재출마를 거부하면서 공화당은 기사에서 상무 장관이 된 허버트 후버를 지명했고, 후버는 가톨릭 교도로서 첫 대통령 후보가 된 민주당의 앨 스미스를 큰 차이로 꺾었다. 후버는 “오늘 날 미국에 있어 우리는 어떤 나라의 역사에도 없었던 가난의 막바지 승리에 다가 가고 있다"고 말했다. 그러나 당선된 지 몇 개월도 지나지 않아 주식 시장이 붕괴하고, 국가 경제는 내림세로 돌아섰고, 세계 공황으로 이어졌다.
시장 붕괴 이후 후버는 연방 예산의 균형을 유지하면서, 세금을 낮추고 공공사업을 확대하겠다고 선언했다. 그러나 관세를 올린 스무트 홀리 관세법으로 나중에는 전반적인 세금이나 요금을 올린 1932년 세입법안에 서명했다. 이 법이 불황을 심화시켰고, 가장 큰 정치적 포커를 하는 자로 후버를 비난하는 이들이 많았다. 또한 연방준비제도 이사회가 (근거없는 인플레이션 공포 때문에) 통화유통량을 제약한 것은 당시의 재정 상태에서 생각해 볼 때 현대의 경제학자 대부분이 오류로 간주한 것이기도 하다.

## 대공황
1929년 세계에서 가장 번영했던 나라는 미국이었다. 그러나 미국에서 상승 추세의 낙관론이나 다른 선진국에서도 분명히 좋은 경제였음에도 불구하고 세계 경제는 미국에서 시작된 불경기를 견디지 못하고, 겨우 몇 달 만에 전 세계적으로 불황이 확산되었다.

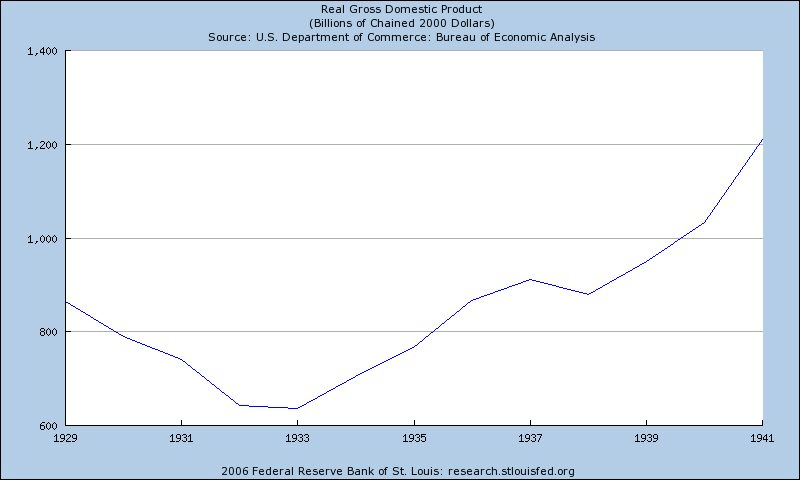
미국 GDP의 추기, 1929년 1월- 1941년 1월

역사학자와 경제학자는 지금도 세계 공황의 원인에 대해 의견이 일치하지 않는다. 그러나 1929년 후반 미국에서 시작되어, 1929년 10월 24일 주식 시장 붕괴인 암흑의 목요일에 시작하여 악화되었다는 내용은 일치하고 있다. 미국 경제의 각 분야는 이미 10월 이전, 몇 개월 전부터 과로의 징후를 보이고 있었다. 모든 분야의 사업 재고 자산은 1년 전보다 3배나 늘었고 (소비자가 예전만큼 빠르게 물건을 사지 않게 되었던 징후), 기타 건전한 경제 지표인 출하량, 산업 생산, 도매 물가가 하락세를 걷고 있었다. 미국에서 일어난 사건이 세계적인 불황을 촉발했고, 불황과 대량 실업으로 이어졌다. 실업률은 1929년 3.3%에서, 1933년 24.9%까지 상승하였으며, 공업 총생산액은 3분의 1로 감소했다. 지역 구제책은 턱없이 부족했다. 많은 실업자는 가족을 부양하지 못하고 도주 (많은 노숙자들이 후버빌로 향했다.) 했기 때문에, 그 가족들에게 공급해야 하는 구호물자는 더 필요하게 되었다. 많은 사람들에게 줄 수 있는 식료품은 급식 시설의 수프 키친이 전부였다.
당시의 비참한 경제적 상황뿐만 아니라, 가뭄도 대평원을 덮쳤다. 수십 년에 걸친 농업의 폐단으로 토양 표층이 침식되었고, 기상 조건과도 결합되어 (1930년대의 미국은 20세기 중에서도 전체적으로 따뜻한 10년이었다) 생태 참사를 불러왔다. 말라버린 땅은 바람에 휩쓸려 거대한 먼지 폭풍이 되어 마을 전체를 모래로 덮었고, 이 현상이 몇 년간 계속되었다. 먼지 그릇 속에서 집과 가축을 잃은 사람들은 캘리포니아 같은 서부 주의 애그리 비즈니스(농업을 기업화한 것)에서의 선전에 넘어가 서쪽으로 떠났다. 이들 이민자들은 오키즈 (오클라호마 출신)이나 아키즈 (아칸소 출신) 등 경멸적인 이름으로 불렸으며, 농업에서의 노동력 과잉으로 임금이 낮아지고, 노동자끼리 서로 싸우는 사태까지 이르렀다. 그들은 멕시코 노동자와도 갈등을 빚었으며, 멕시코인들은 대거 본국으로 송환되었다.
남부에서는 위태로운 경제가 더욱 붕괴되었다. 피난을 가기 위해, 시골 노동자와 소작농들이 기차를 타고 북쪽으로 디트로이트 주변의 자동차 공장에서 일하기 위해 떠났다. 오대호 지역에서는 제1차 세계 대전 종전 후에서 농부들이 농작물이나 상품에 침울한 시장 상황을 경험하고 있었다. 1920년대에 ‘좋은 날이 올 때까지 헤쳐 나가기 위해’ 자산을 저당잡고 있던 많은 가족 농장이 빚을 갚지 못해 담보권 강제 집행을 당했다.
세계적으로 위기감을 느낀 각국 정부가 높은 관세, 수입 쿼터와 물물 교환 등 제한을 마련하였다. 자주 정책을 채택하여 경제 회복을 꾀하고, 각각의 국내 경제에도 새로운 계획 실험을 시작했다. 영국은 국가의 계획 경제 개발에 광범위한 수단을 채택했다. 나치 독일은 재무장, 징병 제도와 공공사업으로 경제 회복을 추구했다. 베니토 무솔리니가 이끄는 이탈리아는 협동 체 국가의 경제 통제가 이루어졌다. 전 세계에서 이들을 주시하는 자들은 소련의 대규모 계획 경제와 국유화 노선에, 불황에 강한 경제와 자본주의의 위기에 대한 해결책이 될 것이라고 생각하고 있었다.

### 뉴딜 정책

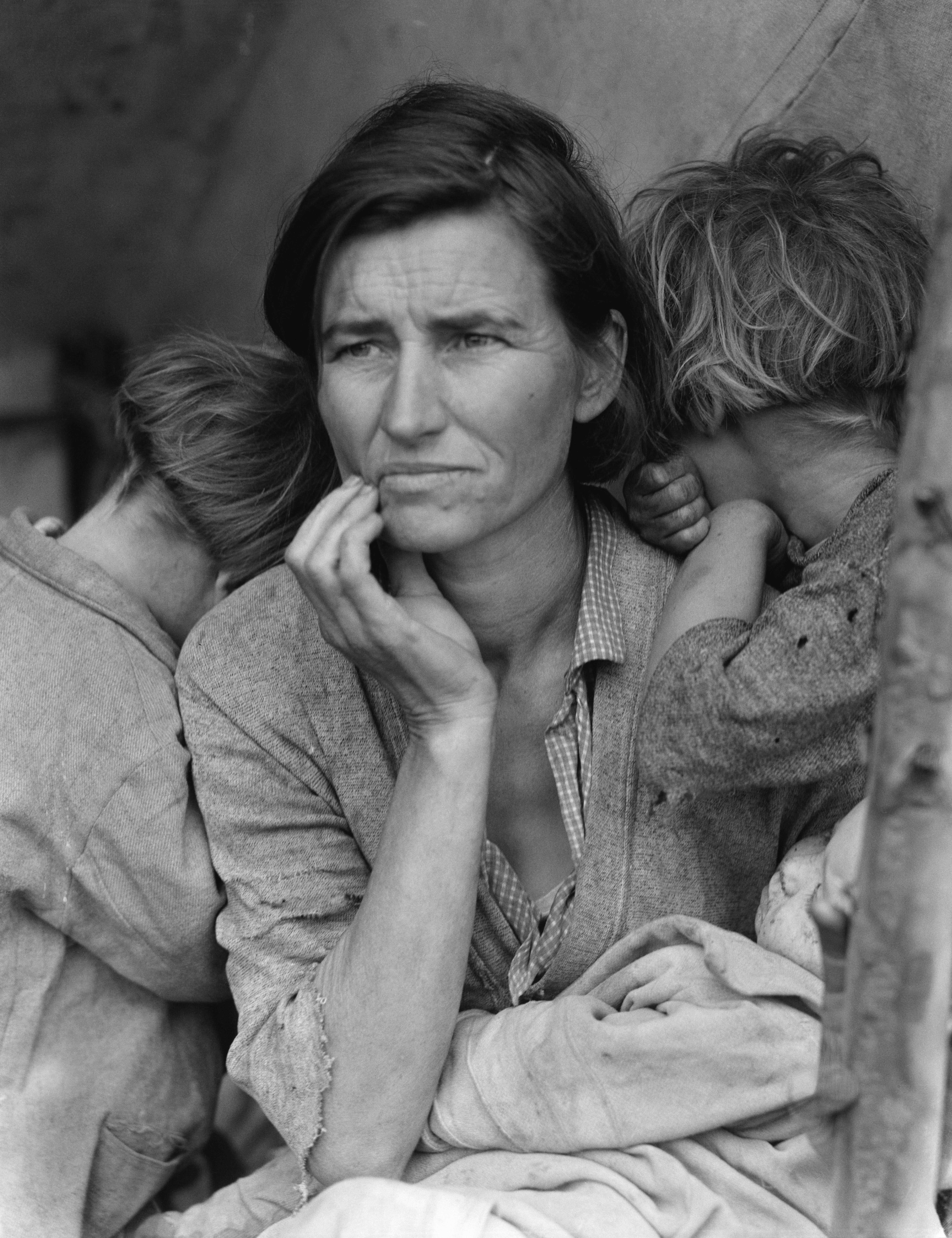
보도사진 작가 도로시아 랭의 떠돌이 엄마(Migrant Mother), 캘리포니아 주에서 빈곤 때문에 이삭 줍기를 하는 사람을 찍었다. 32세의 어머니를 둘러싼 7명의 아이들이 있는 캘리포니아주 니포모에서, 1936년 3월

1932년 미국 대통령 선거에서 민주당 지명을 받은 프랭클린 D. 루스벨트가 ‘미국인을 위한 새로운 정책(a new deal)’을 공약으로 내걸었고, 이 용어가 그의 정권이나 많은 국내의 성과에 이름표로 남게 되었다. 공황과 최소한 그것에 대한 적절한 대응을 하지 못한 책임을 추궁당한 공화당과 후버는 대통령 선거에서 대패했다.
그러나 1930년대 대부분의 세계 지도자들과는 달리, 루스벨트는 불황 극복을 위해 하나의 이데올로기와 계획을 가지고 그 자리를 지킨 것은 아니었다. ‘뉴딜 정책’은 모순을 내포하고 있었고, 실제적이고, 실험적이었다. 그러나 뉴딜 정책의 사상이 지리멸렬했다고 생각하는 것은 미국의 정치적 전통에 전례 없는 계획과 개념에 기반한 몇 가지의 충돌이 있었다는 것이었다.
뉴딜 정책은 대공황을 끝내고 미국 경제를 개혁하기 위한 다양한 정책으로 구성되어 있었다. 그들 대부분은 실패했지만 현대 미국 국가를 만들어 내는데 있어서, 20세기에 가장 중요한 화두로 자리 매김하면서 충분한 성공을 거두었다.
절망적인 경제 상황과 1932년 연방 의회 선거에서 민주당이 상당한 승리를 거둔 것이 결합되어 루스벨트는 정부의 ‘최초의 100일’로 의회에 대한 특별한 영향력을 주었다. 그 영향력을 살려 복지 계획을 창출하는 일련의 수단으로 금융 제도, 주식 시장, 산업과 농업을 규제하는 법률을 신속하게 통과시키는데 성공했다.

### 뱅크 홀리데이

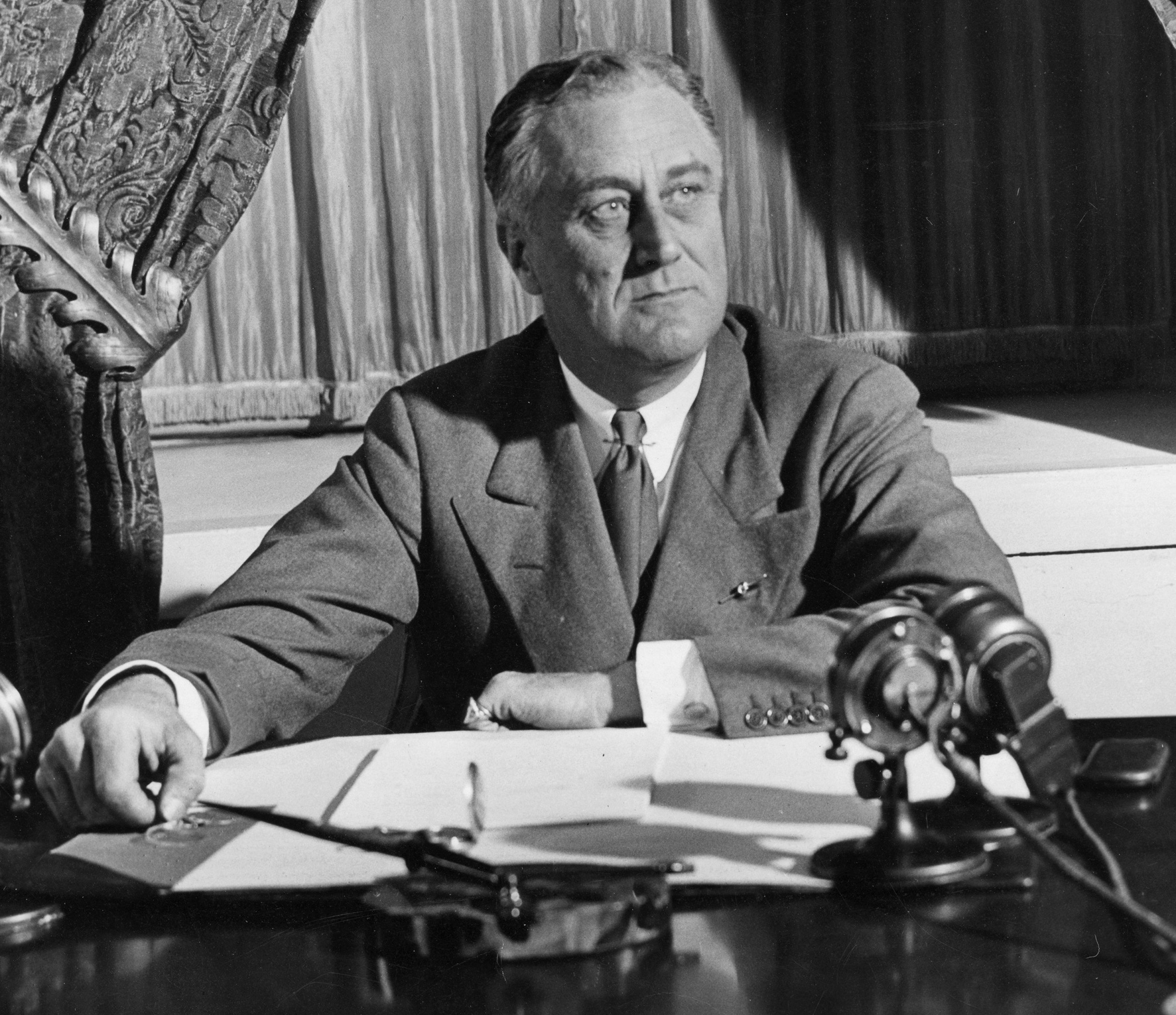
루스벨트의 당당한 대중적 개성은, "우리가 두려워해야 할 유일한 것은 두려움 그 자체이다"라는 성명으로 라디오에서 방송된 "노변담화"을 통해 국민의 자존심을 되찾아 주는 힘을 발휘했다.

루스벨트 대통령이 취임하고 나서 이틀 뒤인 1933년 3월 6일 의회 특별 회의가 소집 될 때까지 4일 동안 미국의 모든 은행을 폐쇄한다고 발표했다. 보통 때라면 이러한 행동은 광범위한 패닉을 가져왔겠지만, 이 행동은 국가 전체에 안정감을 가져왔다. 첫 번째로 많은 주에서 3월 6일 이전에 이미 은행을 폐쇄시키고 있었다. 둘째, 루스벨트는 플래시없이 또한 완곡하게 이를 ‘뱅크 홀리데이’라고 표현했다. 셋째, 이 행동으로 연방 정부는 은행 파탄으로 이어지는 패턴을 멈춘 조치를 취했다는 것을 보여주고 있었다.
3일 후에 루스벨트 대통령은 의회에 《긴급 은행법》(Emergency Banking Act)을 제안했다. 이것은 원래 보수적인 법이었며, 대부분은 후버 정권에서 이어받은 사람들에 의해 기초된 큰 은행이 작은 은행의 파탄으로 인해 끌려가는 것을 방지하는 것을 주목적으로 하고 있었다. 이 법으로 미국 재무부가 모든 은행을 재개하기 전에 감사를 실시하는 것, 불안정한 대형 은행을 연방 정부가 지원하여 위기 상황에 있던 은행을 재편할 수 있게 하였다. 혼란과 경악에 빠져있던 연방 의회는 제안 후 4시간 만에 이 법안을 통과시켰다. 연방준비제도에 들어가는 은행의 4분의 3은 그 후 3일 이내에 영업 재개하였으며, 저축되어 있던 10억 달러의 통화와 금이 1개월 이내에 시장에 유통되기 시작했다. 당장의 은행 위기는 벗어난 것이었다. 글래스-스티걸법(Glass-Stegall Act)에는 대공황이 다시 일어나지 않도록 하는 다양한 규정을 마련되었다. 여기에는 은행을 투자 은행과 저축 및 대출 은행에 분리하여, 계약금 없이 주식을 구매하는 것을 금지하는 것이 포함되어 있었다. 루즈벨트는 미국의 통화를 금본위제에서 이탈시키기도 했다. 그것은 통화 공급량을 억제하여, 디플레이션을 유발하여 비난을 받기도 했다. 그러나 은본위제는 1971년까지 남아 있었다. 금괴와 그 보증서를 사유하는 것이 금지되었고, 이것은 1975년까지 계속되었다.

### 경제법
〈긴급 은행법〉을 통과시킨 다음날 아침, 루스벨트는 의회에 〈경제법〉을 제안했다. 이 법안은 대중과 심지어 실업계에도 연방 정부가 급진파에게 붙들려 있지 않다는 것을 납득 시키도록 고안되었다. 이 법은 연방 정부 공무원의 급여를 줄이고, 재향군인 연금을 최대 15% 감액하여 연방 예산의 균형을 맞추는 것을 제안했다.
또 미국이 10억 달러의 적자에 직면해 있다는 것을 경고했다. 이 법은 루스벨트가 항상 주장하고 있었다는 것을 명확하게 보여주고 있었다. 즉 루스벨트는 전임자인 후버만큼 재정에 대해서는 보수적이었다는 것이었다. 이 법안은 의회 혁신파가 격렬한 반대를 했지만, 은행법뿐만 아니라 거의 즉시 의회를 통과했다.

### 농업 개혁
새 정권의 축복된 100일 동안은 보조금과 생산량 통제를 통해 시장의 불안정성을 조절하는 농업 종사자를 보호할 계획도 내놓았다. 이 농업 조정법은 5월에 통과되었다. 이 법은 다양한 농업 조직 지도자와 루스벨트 정부의 농산부 장관 헨리 A. 월리스의 욕망을 반영했다.
농부의 소득은 수십 년간 상대적으로 추락하고 있었다. 농업 조정법은 오랫동안 요구하고 있던 농민 구제를 위한 많은 계획을 재구성한 것이었다. 가장 중요한 규정은 생산 조정 또는 ‘국내 할당’ 규정이며, 농업 생산물의 가격을 올리는 것을 의도한 것이었다. 가격을 안정적인 수준에서 유지하기 위해, 농부들에게 작물을 과잉 생산하지 않도록 유도했다.
디플레이션을 억제하기 위한 국내 할당 제도에서 가장 논쟁을 부른 것은 과잉 생산을 억제하기 위해 대량으로 작물과 가축을 폐기한 것이었다. 많은 사람들이 영양실조와 굶주림에 고통 받고 있던 당시 이것은 어려운 선택이었다. 그러나 농가의 총수입은 뉴딜 정책 시행 3년간 50% 증가되었으며, 그때까지 20년간 처음으로 농가의 상대적 입지가 개선되었다. 당시 많은 가족은 그것을 혜택이라고 느꼈으며, 농가의 소득 증가는 영양 실조와 굶주림에 시달리던 당시로서는 어려운 선택이었다. 루스벨트는 이 쿼터 제도가 없으면, 농산물 가격 하락으로 세계 공황이 더욱 악화될 것이라 생각했다. 이것은 수십 년 후 사실임이 입증되었다. 그린 레볼루션(녹색 혁명) 당시 농업 생산물 가격이 급락했기 때문에 비참한 결말이 되었다.

### 알파벳 수프
루스벨트는 ‘알파벳 수프’라는 연방 정부의 새로운 통제 부서를 창설했다. 예를 들어 증권 거래위원회(SEC)는 주식 시장을 모니터링하고, 예금 보험 제도를 포함한 금융 제도를 개혁했다. 세계 공황의 불행을 줄이기 위해 가장 성공적인 수단은 1,500만명으로 추정한 미국의 실업자를 구제하는 일련의 수단이었다. 그 중에는 민간자원 보존국(CCC), 공공사업 감독기관(CWA) 및 연방 긴급구호국(FERA)이 있었다. 뉴딜 정책 초기에는 테네시 강 유역 개발 공사(TVA)의 창설도 있었다. 이것은 치수, 공권력과 지역 개발을 하는 전례 없는 실험이었다.

### 전국 산업부흥법
루스벨트는 당초의 이 시책이 문제를 제대로 해결할 수 없다는 것을 알게 되었을 때 더욱 포괄적인 관리 계획을 시작했다. ‘암흑의 목요일’에서 ‘처음 100일간’까지 약 3년간, 산업 경제는 디플레이션에 휩쓸려왔다. 과당 경쟁을 피하고자 하는 사업주는 많은 가격을 올리기 위하여 연방 정부가 관련 단체에 협정을 체결할 것을 요구했다.
루스벨트 정권은 실업자를 더 줄이라는 압력을 받았고, 사업자는 제품 가격과 함께 노동자의 수입도 올리는 것을 보장하도록 주장했다. 그 결과가 6월 국회를 통과한 전국 산업부흥법 (NIRA)이었다. 이 법을 집행하기 위해 전국부흥청(NRA)과 공공사업 촉진국(WPA) 두 기관이 설립되었다. 이러한 초기의 정책은 루스벨트 정부에 대한 폭넓은 대중의 지지를 낳았고, 재정 시스템의 급속한 붕괴를 막았다. 그러나 이러한 조치로 세계 공황과 그에 따른 사람들의 고통이 멈춘것도, 눈에 띄게 줄어든 것도 아니었다.

### 노동 쟁의

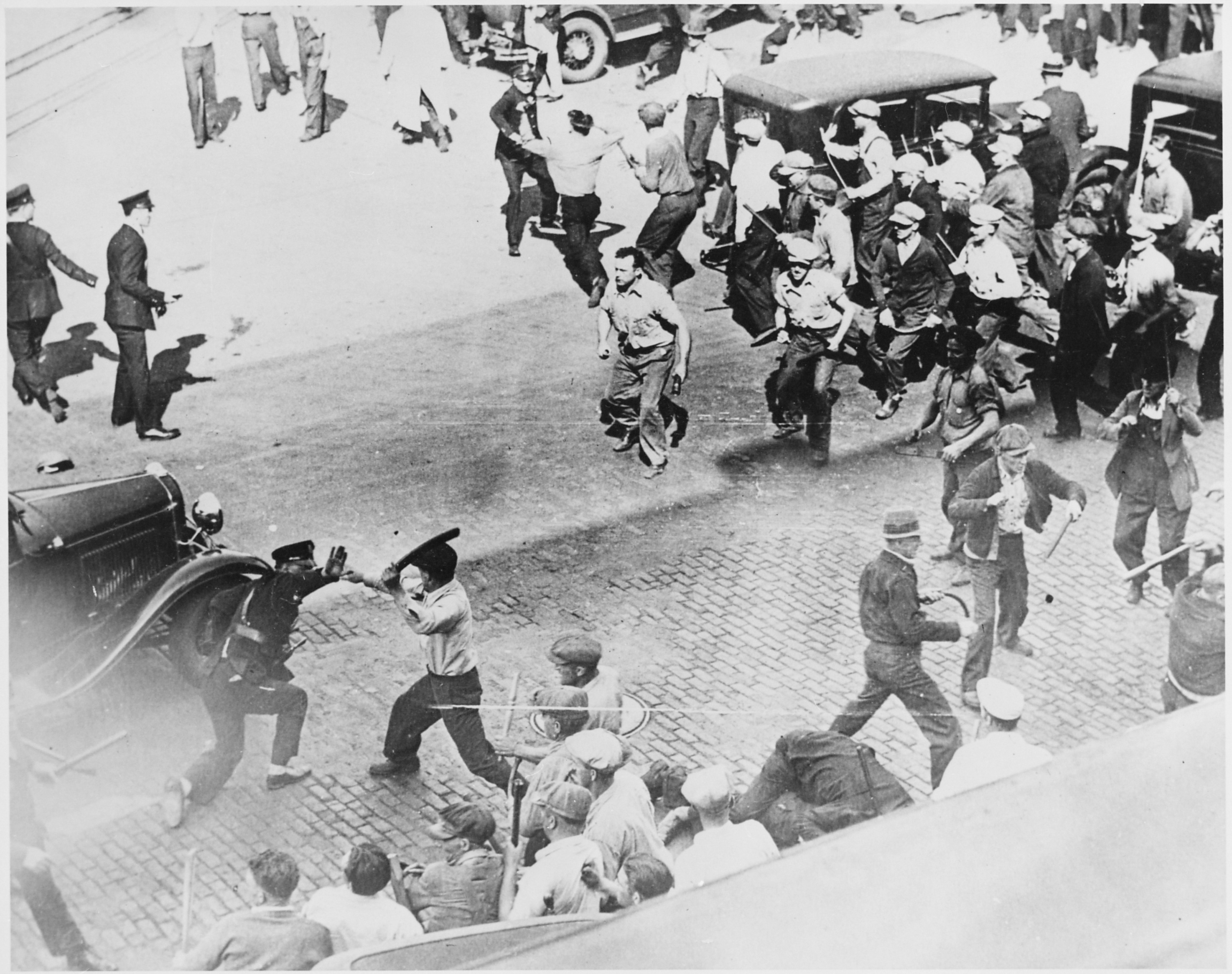
미니애폴리스에서 노동자와 경찰 간의 충돌, 1934년 6월

루스벨트의 첫 임기 동안 수많은 노동 쟁의가 일어났다. 1934년에만 샌프란시스코 시를 4일간의 총파업에 몰아넣은 1934년 서해안 워터 프론트 파업, 트럭 운전사 등의 조합이 파업을 벌였고, 주지사가 계엄령 선포까지 내린 1934년 미니애폴리스 운전사 파업, 동해안의 섬유 노동자 수십만 명이 파업을 했던 1934년 섬유 노동자 파업 등 많은 파업이 있었다.
세계산업노동조합(Industrial Workers of the World, IWW)과 공산주의자는 더 이상 노동 운동에서 힘을 발휘하지 못했고, 직종별노동조합으로 조직을 만들어 노동자와 자본가의 협력을 호소했던 미국노동총연맹이 1930년대까지 노동 운동을 지배 했다. 1935년 미국 노동 총동맹 중 8개 조합이 산업별 노동조합 회의를 조직해 산별 노동조합주의를 촉진시켰다. 산업별 노동조합은 1936년 미국 노동 총연맹에 의해 제명되었고, 1938년에는 미국 노동 총연맹에 대항하는 조직을 결성했다.
산업별 노동조합 회의는 철강 노동자 조직위원회에 1937년 US 스틸과 협정을 체결하여 플린트 싯다운 파업에서 승리했고, 제너럴 모터스에는 노동자의 공동 교섭 단체로 전미 자동차 노동조합을 인정받는데 성공했다. 제너럴 모터스에서 성공을 거둔 자동차 노동자 조합은 그 창끝을 크라이슬러로 돌렸고, 이곳에서도 곧바로 합의에 이르렀다. 자동차 빅3의 마지막 하나인 포드 자동차의 경우, 헨리 포드가 절대적으로 노동조합에 반대하고 있었기 때문에 이 껍질을 깨는 것은 지극히 어려웠다. 포드의 보안 부대가 1937년 5월에 리버 루지 공장에서 자동차 노동자 조합의 주동자 몇 사람을 내쫓았다. 전방위 압박에도 포드는 그 태도를 바꾸려고 하지 않았지만, 1941년 와일드캣 파업이 발생하여 처음으로 노동 조합의 존재를 인정하게 되었다.

### 1937년 불황
경제는 1932년부터 1933년 겨울을 바닥으로 회복을 시작하여 1937년까지 회복 기조를 계속했다. 학자들은 뉴딜 정책이 불황을 지속시키지도, 심화시키지도 않았다고 보고 있다. 역사가의 5%와 경제학자의 27%는 대공황을 연장시키고, 심화 시켰다고도 생각하고 있다. 한편 뉴딜 정책은 다른 때라면 사기업이 취했을 프로젝트로 거론된 가능성이 있다.
뉴딜 정책과 루스벨트의 리더십은 2기째에 1937년 불황이라는 새로운 경제적 좌절을 맞이하고 있었다. 1937년 가을에 급격한 경제 지표의 하락이 일어났고, 1938년까지 계속되었다. 보수파는 그것이 대형 파업으로 인한 노동조합에서 사업가의 공격으로 인한 것이며, 뉴딜 정책이 추가 투자를 하지 않았기 때문이라고 주장했다. 케인스 학파 경제학자는 연방 정부가 지출을 줄임으로써 연방 예산을 균형을 지키려고 한 루스벨트의 잘못된 정책의 결과라고 주장했다. 루스벨트 정부는 대기업의 독점 권력을 악당으로 만들고, 말에 의한 운동을 시작하는 것으로 응답했다. 미국 연방 대법원은 뉴딜 정책의 대부분이 위헌이라고 판정하여 이를 견제하기 시작했지만, 루스벨트는 그 악명 높은 ‘코트 패킹’으로 판사들을 보다 동조적인 사람으로 교체시켰다. 이것에도 불구하고 뉴딜 정책은 점차 축소되어, 1939년까지 그 주의는 외교 정책에 쏠리게 되었다.
1937년 불황에 대한 루스벨트 정부의 다른 반응은 더 알기 쉬운 결과가 되었다. 루스벨트는 그 내각의 재무부를 무시하고 경기 침체에 대한 대처 수단을 내세워 연방 예산의 균형을 유지한다는 생각은 버리고 않았다. 1938년 봄에는 50억 달러로 대중 구매력을 올렸고, 디플레이션을 공격하는 정책을 시작했다. 루스벨트는 ‘노변담화’ 속에서 그 계획을 설명하고 ‘국민의 구매력을 올리는 것’으로 ‘경제를 끌어올리는 것’이 정부의 책임이라고 인정했다.

### 제2차 세계 대전과 대공황의 끝
제2차 세계 대전에 참전한 미국은 역사상 최대의 군비 지출 증가율을 기록하게 되었고, 국내 경제는 위기에서 완전히 회복되었다. 명목 GDP는 1939년 922억 달러에서, 1945년 2,230억 달러로 증가했고, GDP (2005년 통화 가치로 환산)은 1939년 1억 719만 달러에서, 1944년 2억 335만 달러로 증가했다. 실업률은 1940년 14.6%에서, 1943년 1.9%까지 감소했고, 노동력은 1,000만명이 늘었다.
전쟁 경제에서 거둔 성과는 정부가 투자한 결과로 자유 시장에서 기업이 승리를 거둔 것은 아니었다. 뉴딜 정책이 진행되고 있는 동안 실업률은 높은 상태였으며, 경제 성장의 기둥인 소비, 투자와 무역 수지는 낮은 상태였다. 뉴딜 정책이 미국 사회와 경제에서 힘의 분포를 실질적으로 바꾸지는 못한 것이다. 국민들 간의 부의 분배에 대해서도 작은 영향을 미쳤을 뿐이었다.

### 뉴딜 정책의 유산
뉴딜 정책이 불황을 끝내지는 못했지만, 주식 시장, 금융 제도 등 연방 정부의 규제 기능을 늘렸다. 민주당이 뉴딜 정책 종료한 후, 한 세대 이상 국정에서 다수당을 유지하는 새로운 정치적 동맹을 만들어 내기도 했다.
전후 시대의 기반을 마련했기 때문에 루스벨트와 뉴딜 정책은 연방 정부의 힘을 전체적으로 강화시키는데 기여했다. 루스벨트는 또한 연방 정부에서 막강한 권력을 중심으로 대통령의 권위를 확립했다. 불경기로 고통 받고 있던 노동자와 농민 등 다양한 국민 집단에 수많은 보호책을 제시함으로써 기업 권력에 대항할 수 있는 힘을 주었고, 다음 세대에 뉴딜 개혁주의라고 불리는 한 쌍의 정치 개념을 만들었고 그 후 오랫동안 생각의 근본이 되는 1960년대 ‘위대한 사회’라는 다음의 사회 개혁 실험 형성에 기여했다.
한편, 루스벨트 정부와 개혁주의는 다양한 보수적인 반응의 근원이기도 했다. 미국 상원 의원 로버트 A. 태프트와 보수연합이 이끄는 연방 의회는 1936년 이후 거의 모든 뉴딜 정책 통과를 방해했고, 1943년 경 노동 촉진 감독 부서나 자원 보존 시민 단체 등 많은 계획을 정지시켰다. 결국 1970년대와 1980년대에 양당 협력을 통해 뉴딜 정책의 규제와 계획의 대부분을 끝냈다. 21세기에 남아있는 가장 중요한 것은 사회보장제도와 증권 감독위원회이다.

## 제2차 세계 대전
미국의 외국 전쟁에 대한 고립주의는 퇴조했지만, 처음에는 참전하는 것을 거부하였고, 영국, 중국과 소련에 무기대여법을 통해 물자와 무기를 공급하기로 한정했다. 이것이 일본의 진주만 습격으로 극적으로 전환을 가져왔다. 미국은 일본, 이탈리아와 나치 독일에 대한 전쟁에 열성적으로 돌입했다. 1943년 이탈리아가 항복하고, 1945년에 독일과 일본이 항복했다. 대량 공업 생산에 임금과 가격 통제가 수반한 것으로 경제 규모는 2배나 3배나 되었다.
1.600만명이 출정(대다수는 징병)했고, 30만명의 여성 종군 지원자도 있었다. 미국 해군은 몇 번이나 일본군에 패한 뒤, 1942년 미드웨이 해전에서 전세를 반전시키면서, 일본의 군사력을 압도하게 되었다. 1942년 북아프리카, 1943년에 이탈리아에 소규모 침략을 한 후, 독일 공군을 파괴하는 전략 폭격 작전을 전개했고, 이후 1944년에는 프랑스를 대규모로 침공했다. 1945년 5월에는 미군이 동쪽에서 독일을 침공한 소련군과 만났다. 미국은 전국이 거대한 전쟁 기계가 되었고, 미국이 지금까지 싸운 분쟁을 아득하게 넘는 정도까지 사회를 탈바꿈했다.
루스벨트는 지금까지 아무도 도전하지 않았던 3선 및 4선 대통령 선거에서도 접전을 펼치며 당선되었지만, 취임 한달만에 건강이 악화되면서 1945년 4월 12일 뇌출혈로 사망했다. 해리 S. 트루먼 부통령이 대통령이 루스벨트의 전쟁 정책의 대부분을 상속했지만, 트루먼은 내각을 교체 했다. 1945년 8월 6일 미국은 일본 히로시마에 원자 폭탄을 떨어뜨렸고, 이어 8월 9일에는 나가사키에 떨어졌다. 일본은 며칠 후 항복하였고, 더글러스 맥아더가 지휘하는 미군이 일본을 점령했다. 맥아더에 의한 5년간의 점령 통치는 일본 정부 사회 및 경제를 미국에 가깝게 바꿨다.
제2차 세계 대전 중 미국 국내는 비교적 평화로웠으며, 로스앤젤레스에서 대규모 슈트 폭동과 디트로이트에서 인종 폭동 등 대도시에서 인종 문제가 있었던 정도였다. 독일인과 이탈리아 인은 검거되어 구속되었다. 서해안에 있던 약 10만명의 일본계 시민과 자녀들은 연방 정부에 의해 일본인 수용소에 구속되었다. 음식과 소비재의 부족으로 생활이 곤란하게 되었고, 1944년까지 불편한 물자를 찾아 암시장이 널리 성행하게 되었다.
1945년 10월 24일에 유엔이 설립되어 더 세계적인 전쟁이 일어나지 않게 하는 세계적인 조직으로 기능했다. 1945년 12월 4일, 미국 상원은 찬성 65표, 반대 7표로, 미국의 유엔 가입을 승인했다. 이것은 미국의 전통이었던 지역적 전략을 중시하는 것에서, 국제적인 참여를 중시하는 방향으로 전환한 것이다.

## 같이 보기
- 미국의 역사 (1945년~1964년)
- 뉴딜